# Tetrabenazin
Tetrabenazin ist ein Arzneistoff, der in Deutschland seit 2007 und in Österreich seit 2010 für die Behandlung der Chorea Huntington und von mittelschweren bis schweren Spätdyskinesien zugelassen ist, und bereits davor als so genanntes Orphan-Arzneimittel für die Behandlung dieser und einiger weiterer seltener Bewegungsstörungen verordnet wurde bzw. wird. In Deutschland, Dänemark und Kanada wird es unter dem Markennamen Nitoman, in der Schweiz Xenazine, vertrieben. Entwickelt wurde es in den 1950er Jahren. Seine Wirkung entfaltet es über die Förderung des frühen Stoffwechselabbaus des Neurotransmitters Dopamin. Genauer formuliert leert es die präsynaptischen Dopaminspeicher.

## Klinische Wirkung
Tetrabenazin wird eingesetzt, um Hyperkinesen (insbesondere Chorea und Dystonie) zu reduzieren. Hier sind vor allem zu nennen:
- Chorea Huntington
- Tourette-Syndrom
- Spätdyskinesie (Tardive Dyskinesien)
- Hemiballismus

Die Dosiseinstellung sollte langsam einschleichend erfolgen. Die gleichzeitige Einnahme von MAO-Hemmern ist kontraindiziert.

## Pharmakologie

### Pharmakodynamik
Tetrabenazin (Kürzel TBZ) wirkt als potenter VMAT-Hemmer. Von klinischer Bedeutung ist seine Eigenschaft, die Dopamin-Ressourcen im ZNS zu verarmen und damit dessen Verfügbarkeit als Neurotransmitter im synaptischen Spalt zu reduzieren. In seiner VMAT inhibitierenden Eigenschaft ähnelt TBZ dem Reserpin, wenngleich der Wirkmechanismus im Detail nicht identisch zu sein scheint. Die stärkste VMAT-Affinität hat das Stereoisomer mit (3R,11bR)-Konfiguration. Zusätzlich wirkt TBZ als Antagonist von Dopamin-Rezeptoren. 11C-markiertes TBZ kann als PET-Radioligand verwendet werden.

### Pharmakokinetik
TBZ unterliegt einem starken First-Pass-Effekt. Der aktive Hauptmetabolit ist das Hydroxy-Analogon Dihydrotetrabenazin (DTBZ).

## Derivate
Im März 2017 wurde von der FDA deuteriertes Tetrabenazin (Deutetrabenazin) der Firma Teva zugelassen. Dieses hat bis auf eine verlängerte Wirksamkeit dieselben Eigenschaften.

## Handelsnamen
Monopräparate

Nitoman, Dystardis (D), Xenazine (CH), Tetmodis (A)